# Alèxia Pascual Mèlich
Alèxia Pascual Mèlich   (Constantí, 11 de juny de 2001) és una cantant i actriu de teatre musical catalana.

## Trajectòria
Nascuda en una família molt lligada a la docència, des de petita es volia dedicar a les arts escèniques. Per això, al llarg del temps ha rebut classes particulars de cant, ha practicat hip-hop i dansa contemporània i ha participat en els tradicionals Pastorets de Constantí. Es va formar en dansa al centre El Taller de Tarragona des dels 12 anys. Un cop va haver acabat el batxillerat, va presentar-se a les proves d'accés de l'Institut del Teatre i el 2019 hi va entrar a estudiar Teatre Musical.
Durant uns quants anys va treballar com a cantant al parc temàtic PortAventura. Concretament, va actuar a la zona de Sésamo Aventura, inspirada en Barrio Sésamo, i a l'espectacle de Can Can West. També va fer de professora a l'Espai Escènic de Gavà.
El novembre del 2022, es va presentar als càstings per a la segona temporada del certamen musical de TV3 Eufòria, on va reeixir a escala provincial amb el dorsal 1067 al Palau de Congressos de Tarragona. Així doncs, va passar a les següents fases i finalment va ser seleccionada amb una balada. El jurat va destacar-ne la versatilitat a l'escenari. Dins del programa, va rebre algunes nominacions, però en la cinquena gala el públic la va fer favorita amb la cançó «Rise Like a Phoenix» de Conchita Wurst. Va arribar a la final del concurs i en va resultar la tercera classificada amb la cançó «Vestida de nit», solament per darrere de les companyes Jim i Carla.
En sortir del programa, va actuar a l'espectacle La noche de los muertos vivientes ¡LIVE! del Teatre Condal, on també va fer un concert en col·laboració amb Paula Costas (excompanya d'Eufòria) i acompanyada pel músic Arnau Grabolosa.
El 2024, es va anunciar que protagonitzaria l'última versió de Mar i cel de la companyia Dagoll Dagom, juntament amb Jordi Garreta en el rol de Saïd. L'obra, que es va estrenar el setembre del 2024 al Teatre Victòria de Barcelona, havia de marcar el final dels 50 anys de trajectòria de la companyia de teatre. Així i tot, es van programar funcions del drama durant la primera meitat del 2025. En acabat, al juliol, es va anunciar que el novembre d'aquell mateix any s'incorporaria al musical Els miserables del Teatre Apolo de Madrid com a Cosette, compartint escenari amb Pitu Manubens, Xavi Melero i Malia Conde, entre d'altres.

## Vida personal
D'una banda, la seva mare Marga s'ha consagrat com a educadora infantil amb més de vint anys d'experiència en una escola bressol; de l'altra, el seu pare Lluís Maria, en edat de prejubilació, és químic. A part, té dos germans: en Genís, que treballa com a mestre d'escola, i l'Isaac.
Des del 2019, resideix a Barcelona.